# Battaglia di Fort Davidson
La battaglia di Fort Davidson (conosciuta anche come battaglia di Pilot Knob) è stata la prima operazione del Raid di Price durante la guerra di secessione americana. La battaglia venne combattuta il 27 settembre nei pressi di Pilot Knob (Missouri) e, sebbene le forze nordiste fossero un decimo di quelle confederate, l'assalto venne respinto.
Nella notte i soldati nordisti riuscirono ad ritirarsi approfittando del buio e l'indomani gli uomini di Price poterono occupare agevolmente il forte. Tuttavia le perdite di uomini e munizioni subite impedirono al comandante sudista di proseguire nel suo progetto di conquistare St. Louis.